# Dzień Świętego Marcina
Dzień Świętego Marcina (niem. Martinstag, w Austrii Martini) – świąteczny dzień obchodów religijnych obchodzony 11 listopada. Święto patrona dzieci, hotelarzy, jeźdźców, kawalerii, kapeluszników, kowali, krawców, młynarzy, tkaczy, podróżników, więźniów, właścicieli winnic, żebraków i żołnierzy – Marcina z Tours. Marcin z Tours urodził się na Węgrzech i tam jest obchodzone jego święto, ale 8 i 9 listopada. We Francji, gdzie był biskupem oraz w Niemczech i Austrii święto marcińskie świętuje się 11 listopada.

## Obchody w Polsce
W Poznaniu w Dniu św. Marcina na ulicy Święty Marcin odbywa się festyn pod nazwą „Imieniny ulicy”. W swojej obecnej formie istnieje od 1993 roku, jednak tradycją nawiązuje do średniowiecznych obchodów tego święta. W tym dniu ulicą przechodzi pochód na czele ze świętym Marcinem, który przed zamkiem z rąk prezydenta miasta odbiera klucze. Tradycyjnie w Dniu św. Marcina w całej Polsce jada się rogale świętomarcińskie oraz gęsinę.

## Obchody w Niemczech
W Niemczech wiele szkół i przedszkoli (także w polsko-niemieckich placówkach w Polsce) w wigilię Dnia św. Marcina organizuje pochód z samodzielnie wykonanymi przez uczniów i rodziców lampionami. Przy dźwiękach orkiestry, śpiewając okolicznościowe piosenki, grupa dociera na plac/boisko z ogniskiem i ciepłym poczęstunkiem (poncz, kiełbaski). Zjada się także specjalne pieczywo – figurki tzw. Weckmanna. Podobnie wyglądają miejskie, publiczne obchody, z tym że odbywają się 11 listopada, orkiestra jest większa, a pochód prowadzi jadący na białym koniu, uroczyście ubrany żołnierz reprezentujący postać św. Marcina. Typową piosenką śpiewaną w tym czasie jest np. „Durch die Straßen auf und nieder leuchten die Laternen wieder: rote, gelbe, grüne, blaue, lieber Martin komm und schaue.” (Moc lampionów na ulicach: Czerwień, błękit nas zachwyca! Przyjdź i patrz święty Marcinie, ile barw na ziemię płynie!).

## Obchody w Estonii
W Estonii w wigilię Dnia św. Marcina (Mardipäev), po domach (z żartami i specjalnymi piosenkami-życzeniami) chodzą przebierańcy tzw. mardijooks. Dawniej te ubrane na czarno i z maskami odzwierzęcymi grupy składały się tylko z młodych chłopców, dziś są to często grupy przebranych dzieci (zarówno chłopców, jak i dziewczynek) pod opieką dorosłych. W Dniu św. Marcina odbywają się zabawy, je się gęsinę i jagnięcinę.